# Разговор са Спинозом
Разговор са Спинозом (мкд. Разговор со Спиноза) је роман македонског књижевника Гоце Смилевског (мкд. Гоце Смилевски) објављена 2002. године. Прво српско издање књиге објавила је издавачка кућа "Арка" из Смедерева 2004. године у преводу Ристе Василевског. Године 2008. издавачка кућа "Архипелаг" из Београда објавила је ново издање романа у преводу Биљане Андоновски као прву књигу у едицији 100 словенских романа.

## О аутору
Гоце Смилевски (1975), македонски књижевник, добитник Награде европске уније за књижевност. Школовао се у Скопљу, Прагу и Будимпешти. Објавио књиге: Планета неискуства (2000), Разговор са Спинозом (2002), Сестра Сигмунда Фројда (2007), Повратак речи (2015).

## О књизи
Гоце Смилевски роман Разговор са Спинозом отвара овом упутом:
| „ | Нити овога романа исткане су од разговора између Тебе и Спинозе. Зато свуда где стоји празно место у говору Спинозе, изговори своје име и упиши га у празни. | ” |

Главни јунак овог романа Гоцета Смилевско је филозоф Барух Спиноза. Смилевски прати историју Спинозиног живота и читаоца упознаје са његовим мишљењем. У исто време открива слику Европе XVII века, а та слика је сачињена од приватног и јавног, од дужности и слободне воље, од страсти и мишљења, од нужности и од прекорачивања свих задатих граница.
Роман Разговор са Спинозом је испуњен жудњом и знањем, показује један живот који је богат, али је врло ретко када срећан, и једно време у коме се узбуђења смењују, а изазови наилазе одасвуд.
Радикални мислилац Барух Спиноза оставио је мало иза себе када су у питању личне чињенице. Аутор у роману приказује Спинозу, сав његов унутрашњи живот, у разговор са спољашњим, стварним чињеницама његовог живота и његовог дана - од његове везе са јеврејском заједницом у Амстердаму, његове екскомуникације 1656. и појаве његовог филозофског система, на његова узнемирујућа осећања према својој четрнаестогодишњој учитељици латинског Клари Марији ван ден Енден и касније његовом ученику Јоханесу Казаријусу. Из овог разговора настаје упечатљив и сложен портрет живота једне идеје - и човека који покушава да живи ту идеју.
Смилевском није била намера написати биографски роман, радије развија властито виђење унутрашње борбе сензибилног лика. Текст романа је поделио у два дела. Први је разговор с младим, смелим Спинозом који слави разум и живи након екскомуникације из жидовске заједнице. У другом делу романа "разговарамо" с огољеним Спинозом којем осећаји више нису страни и чијим животом влада самоћа. Осим поделе на два дела, Смилевски уграђује у текст и идеју паучине, тако што дели приповедање на шест нити које сежу у посљедње поглавље, средиште паучине. Роман почиње самртничком постељом, а њоме и завршава.

## Награда
Роман године "Утринског весника" 2002. године.